# 스텟테리아 히드로게노필리아
스텟테리아 히드로게노필리아는 스텟테리아속에 속하는 한 종이다.